# Мореходная улица (Калининград)
Морехо́дная у́лица — улица в Московском районе города Калининграда и идёт параллельно Ленинскому проспекту с юга на север между улицами Краснооктябрьской и Казанской улицей. До 1945 года носила название Турнерштрассе (нем. Turnerstrasse, в переводе — Гимнастическая улица).

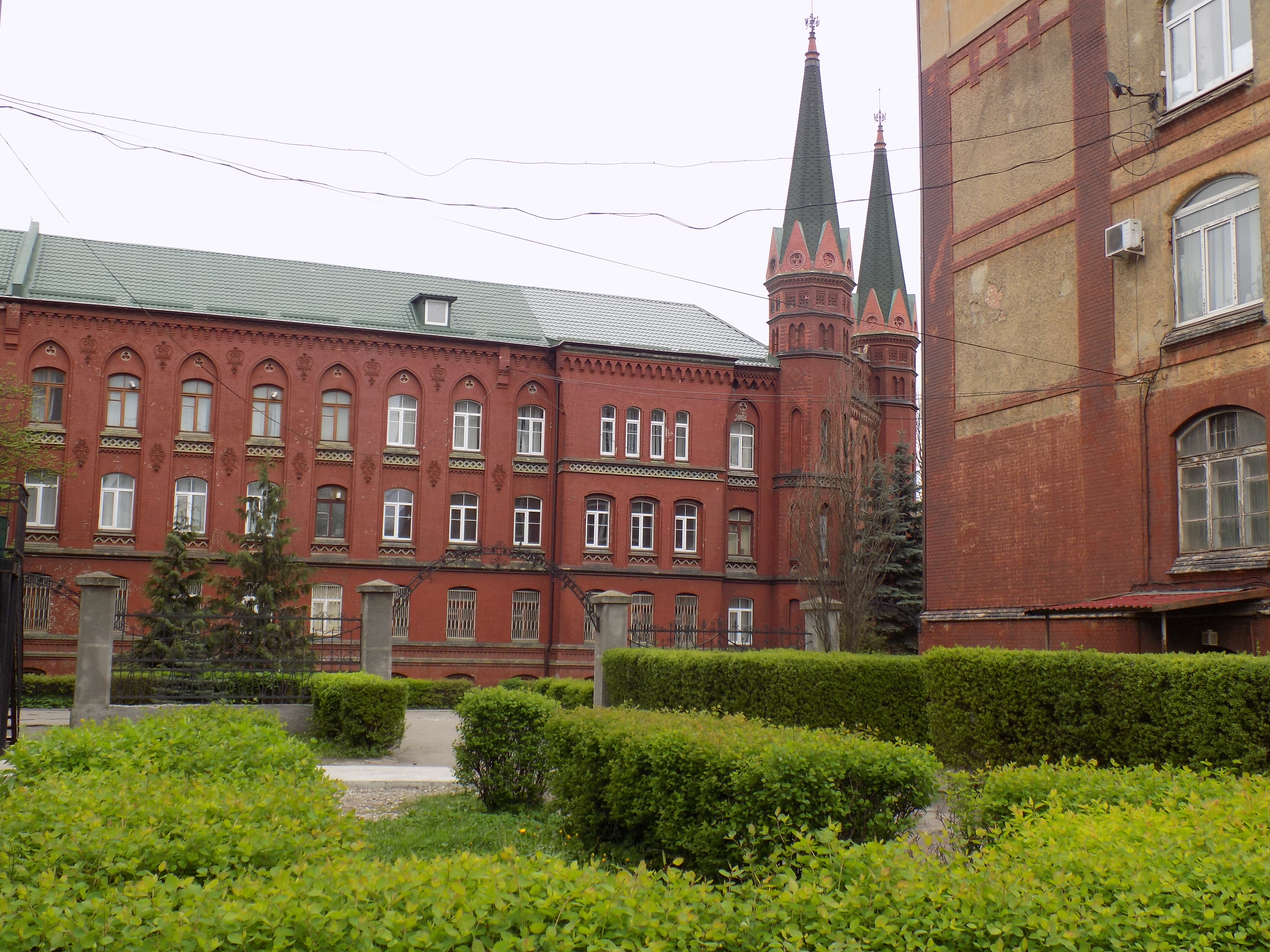
Главный корпус КМРК

Почтовый индекс улицы — 236039.

## Дом № 3 (№ 4 до 1945)
Дом № 3 по Мореходной улице или № 4 по улице Турнерштрассе (до 1945 года) построен в 1897 году по проекту кёнигсбергского архитектора, «строительного мастера» Вормса. В нём располагался Госпиталь святого Георга, располагавшийся недалеко от места предыдущего госпиталя 1531 года постройки. В связи с тем, что предыдущие строения не соответствовали техническим и медицинским требованиям, в 1894 году было начато строительство нового здания. Здание занимает практически всю нечётную сторону улицы.
С 1952 года в здании располагается Калининградский морской рыбопромышленный колледж. В 80-х годах на улице проходили торжественные марши курсантов со знаменем и оркестром, а также развод суточного наряда.

## Дом № 4а (до 1945)
Здание бывшей народной школы для мальчиков «Зельке-школа» (Selkeschule). Представляет собой вытянутое вдоль улицы трёхэтажное кирпичное здание с достроенным в советское время четвёртым, мансардным этажом.

## Дом № 4б (до 1945 года)
Здание бывшей народной школы для девочек «Трибукайт-школа» (Tribukeitschule). Трёхэтажное кирпичное здание. В настоящее время в здании располагается Калининградский морской рыбопромышленный колледж.
Все три перечисленных дома входят в перечень объектов культурного наследия городского округа «Город Калининград».